# Rondell Sheridan
Rondell Jerome Sheridan (Chicago, 15 agosto 1958) è un attore, comico e regista statunitense, conosciuto soprattutto per il suo ruolo nei programmi di Disney Channel Raven e Cory alla Casa Bianca, nei panni dello chef Victor Baxter.
Nel 2013 ha co-scritto il cortometraggio Super Impossible Squad e ha diretto la pellicola Second Chances.
Attualmente lavora come speaker radiofonico alla Marquette University, nel Wisconsin.

## Filmografia

### Attore

#### Cinema
- The First Turn-On!, regia di Lloyd Kaufman e Michael Herz (1984)
- Buonanotte Brian (Deadtime Stories), regia di Jeffrey Delman (1986)
- Rites of Passage, regia di Victor Salva (1999)

#### Televisione
- Tutti al college (A Different World) - serie TV, 1 episodio (1992)
- Una famiglia a tutto gas (Brotherly Love) - serie TV, 1 episodio (1995) - non accreditato
- Tutti a casa di Ron (Minor Adjustments) - serie TV, 20 episodi (1995-1996)
- Il tocco di un angelo (Touched By an Angel) - serie TV, 1 episodio (1998)
- Kenan & Kel - serie TV, 1 episodio (1998)
- Cousin Skeeter - serie TV, 52 episodi (1998-2001)
- Raven (That's So Raven) - serie TV, 100 episodi (2003-2007)
- Cory alla Casa Bianca (Cory in the House) - serie TV, 34 episodi (2007-2008)
- A casa di Raven (Raven's Home) - serie TV (2018-in corso)

### Regista
- Raven (That's So Raven) - serie TV, 3 episodi (2004-2007)
- Cory alla Casa Bianca (Cory in the House) - serie TV, 5 episodi (2007-2008)
- Hannah Montana - serie TV, 1 episodio (2008)